# Cattedrali in Marocco
Questa è una lista delle cattedrali in Marocco.

## Cattedrali cattoliche
| Cattedrale                                   | Arcidiocesi o Diocesi  | Località   | Dedicazione               | Note |
| -------------------------------------------- | ---------------------- | ---------- | ------------------------- | ---- |
| Cattedrale di San Pietro                     | Arcidiocesi di Rabat   | Rabat      | San Pietro                |      |
| Cattedrale del Sacro Cuore*oggi sconsacrata  | Arcidiocesi di Rabat   | Casablanca | Sacro Cuore di Gesù       |      |
| Cattedrale di Nostra Signora dell'Assunzione | Arcidiocesi di Tangeri | Tangeri    | Nostra Signora di Lourdes |      |